# Слушево
Слушево (пол. Słuszewo) — село в Польщі, у гміні Ґневіно Вейгеровського повіту Поморського воєводства.
Населення — 210 осіб (2011).
У 1975-1998 роках село належало до Гданського воєводства.

## Демографія
Демографічна структура станом на 31 березня 2011 року:
|          | Загалом | Допрацездатний вік | Працездатний вік | Постпрацездатний вік |
| -------- | ------- | ------------------ | ---------------- | -------------------- |
| Чоловіки | 105     | 37                 | 64               | 4                    |
| Жінки    | 105     | 34                 | 62               | 9                    |
| Разом    | 210     | 71                 | 126              | 13                   |